# وزارة التعليم التقني والفني (ليبيا)
وِزَارَةُ ٱلتَّعْلِيمِ ٱلتِّقَنِيِّ وَٱلْفَنِّيِّ هي إحدى وزارات حكومة الوحدة الوطنية في ليبيا، وهي الجهة الحكومية المسؤولة عن تنظيم وتطوير قطاع التعليم التقني والتدريب المهني في البلاد. تهدف الوزارة إلى إعداد كوادر فنية وتقنية مؤهلة لتلبية متطلبات سوق العمل ودعم التنمية الاقتصادية.

## التاريخ والتأسيس
تاريخيًا، كان قطاع التعليم التقني والفني جزءًا من وزارة التعليم العام. ولكن إدراكًا لأهمية هذا النوع من التعليم كقطاع مستقل  تم فصله وإنشاء وزارة مستقلة له.
تأسست وزارة التعليم التقني والفني بشكلها الحالي مع تشكيل حكومة الوحدة الوطنية في مارس 2021، برئاسة عبد الحميد الدبيبة.

## الهيكل التنظيمي والمهام
من أبرز مهامها واختصاصاتها:
- وضع السياسات والاستراتيجيات: رسم الخطط والسياسات العامة لتطوير التعليم التقني والتدريب المهني.
- إدارة المؤسسات التعليمية: الإشراف على المعاهد الفنية العليا، والكليات التقنية، ومراكز التدريب المهني المتوسطة والدقيقة في جميع أنحاء ليبيا.
- تطوير المناهج: تحديث المناهج الدراسية والبرامج التدريبية لتواكب التطورات التكنولوجية ومتطلبات سوق العمل.
- ضمان الجودة والاعتماد: متابعة تطبيق معايير الجودة في المؤسسات التابعة لها، بالتنسيق مع المركز الوطني لضمان جودة واعتماد المؤسسات التعليمية.
- التعاون الدولي: بناء شراكات مع منظمات ودول أخرى لتبادل الخبرات وتطوير القطاع.

## المؤسسات التابعة
تشرف الوزارة على شبكة واسعة من المؤسسات التعليمية والتدريبية في مختلف مناطق ليبيا، والتي تشمل:
- الكليات التقنية: تقدم درجات علمية مثل الدبلوم العالي والبكالوريوس التقني.
- المعاهد الفنية العليا: تركز على تخصصات تقنية محددة وتمنح درجة الدبلوم العالي.
- المعاهد الفنية المتوسطة: تقدم برامج تمنح درجة الدبلوم المتوسط في مجالات مهنية متنوعة.

## وصلات خارجية
- الموقع الرسمي